# 레이쥔
레이쥔(중국어 간체자: 雷军, 정체자: 雷軍, 병음: Léi Jūn, 한자음: 뇌군, 1969년 12월 16일~)은 중화인민공화국의 사업가로 중화인민공화국의 주요 전자회사 중 하나인 샤오미 테크의 창업자이다.
미국 포브스 지에 따르면 2014년 8월 현재 레이쥔의 재산은 41억 달러에 이르며, 부호 순위에서 중화인민공화국에서는 19위, 세계순위 375위에 올랐다.

## 생애
레이쥔(雷军, 1969년 12월 16일~)은 중국 후베이성 셴타오시에서 태어났다. 1989년 대학 입학시험에서 우수한 성적을 받아 우한대학 컴퓨터공학과에 입학하여 2년 만에 모든 과정을 이수했다. 레이쥔은 중국에 컴퓨터 바이러스가 처음 등장하였을 때 친구들과 백신을 개발하기 시작했다. 백신 이름은 백신90이었는데 백신 하나에 50위안, 한국 돈으로 약 9천원정도이다. 대학시절 레이쥔은 친구들과 함께 중문 워드프로세서SW 회사 '싼써'를 창업하였지만 오래가지 못하고 기술 유출, 도용으로 실패하게 된다. 졸업 후 베이징으로 이동한 레이쥔은 과학 연구소를 떠나고 IT업체인 킹소프트에 개발부 매니저로 입사하게 된다. 마이크로소프트의 공습에 대항하는 워드프로세서와 오피스 프로그램 등 SW 프로그램 개발에 힘을 쏟았지만, 골리앗 MS를 이겨낼 수 없었다. WPS실패와 게임SW의 성공을 거듭하며 1998년 킹소프트의 CEO가 됐지만, 2007년 갑자기 사장직에서 물러났다. 2009년 레이쥔은 중국산 휴대폰 회사를 운영하는 황장을 만나게 되어 레이쥔은 황장의 회사에서 중국 스마트폰을 만들면 좋을 거 같다고 생각하였지만 황장과 생각이 맞지 않았다. 2010년 4월, 베이징에서 레이쥔은 샤오미를 창립하였다.

## 사생활
현재 45세의 레이쥔은 92억 달러(한화 약 10조 4천억 원)의 자산가로 포브스가 발표한 중국 부호 8위에 올랐다.그는 1998년 무한대학 명예교수로 초빙되었고, 모교에 ‘비약 장학금(腾飛獎學金)’을 만들어 학생들에게 장학금을 수여했다. 2000년에는 베이징시 인민정부 고문이 되고, 2013년에는 인민대표가 되었다. 그는 매주 100시간 정도 일을 한다. 어쩌다 아내와 두 아들과 시간을 보낼 정도로 엄청 바쁘다. 영어를 잘 못하고, 외국 여행을 거의 간 적이 별로 없다. 하지만 그의 꿈은 샤오미를 스티브 잡스의 애플처럼 세계 일류의 업체로 세우는 것이다. 그 첫 시도로 3월 23일 인도 뉴델리에서 스마트폰 ‘미4i’를 출시했고, 인도에서 ‘넥스트 차이나’를 꿈꾸는 것이다.

## 창업 신화
쌀죽을 먹으며 사업을 논한 것이 계기가 되어 지어진 사명이 ‘좁쌀(샤오미小米)’이다.
샤오미가 스마트폰 시장에 도전했을 때 성공을 점치는 이들은 많지 않았다. 애플, 삼성, 화웨이 3대 기업이 스마트폰 시장 대부분을 점유하고 있었고, 중소 규모 중국 기업 간 경쟁도 치열했다. 그럼에도 불구하고 샤오미는 10여명 규모의 팀으로 시작해 2년 6개월 만에 중국 스마트폰 판매 1위, 세계 판매량 3위를 차지하며 센세이션을 일으켰다.
샤오미는 스마트폰을 비롯해 TV와 에어컨 등 백색가전, 컴퓨터-스마트폰 주변기기, 팬시상품 등 전방위적으로 제품을 내놓아 세를 확장했다. 상당수 메이커가 선택과 집중을 하는 것과는 반대의 행보다. 샤오미는 이러한 방식으로 소비자의 관심을 지속적으로 유지케 하는 것이 가능했다. 소비자들의 니즈가 있는 제품을 더 생산하고, 관심이 적은 제품은 생산량을 줄였기에 재고 부담을 없앴다. 소비자가 원하는 것보다 조금 덜 생산하는 방식이다. 이러한 제품 생산은 자체 생산라인이 아닌 선전(심천 深圳) 등지의 제조 인프라를 적극 활용하고 있기에 가능한 부분이었다.

## 업적
레이쥔이 가장 잊을 수 없는 것은 전체 IPO 과정에서 5%의 발표이다. IPO에 앞서 2018년 4월 25일 모교인 우한대학(Wuhan University)에서 런칭 행사를 열었고, 이사회에서 승인한 결정을 발표했는데, 이는 샤오미의 하드웨어 사업이 결코 5%를 초과하지 않는 세후 순이익률을 가질 것이라는 부분을 사용자들에게 약속하는 것이었다. 마진이 5%를 넘으면 5%의 초과분을 사용자들에게 돌려줄 수 있는 방법을 찾겠다고 알렸다. 레이쥔은 좋은 기업은 돈을 벌고, 위대한 기업은 사용자의 마음을 얻는다고 생각한다고 말했다. 샤오미는 공식적으로 포춘이 선정한 500대 명단에 468위로 이름을 올리게 되었다. 샤오미는 다시 이 리스트에 이름을 올렸다. 샤오미의 R&D 지출은 100억 위안(약 1조 7,028억원)을 넘어설 것으로 예상한다. 끊임없는 혁신과 R&D 투자를 통해 샤오미는 더 많은 고객들에게 다양한 제품을 제공할 수 있었다.

### 명언
“태풍의 길목에 서면 돼지도 날아오를 수 있다.“
레이쥔은 큰 꿈을 실현하기 위해선 시대의 흐름을 읽어야 한다는 것을 깨달았다. 레이쥔도 그의 성공 비결로 시대의 흐름을 따른 것이라고 꼽았다. 레이쥔은 시대의 흐름을 태풍에 비유하면서 “태풍의 길목에 서면 돼지도 날아오를 수 있다”라는 명언을 남겼다. 스스로 갈고 닦으면 태풍이 다가오는 위기에도 거뜬히 날아오를 수 있다는 의미이다. 레이쥔이 발견한 3가지 태풍은 전자상거래, 모바일 인터넷, 커뮤니티였고, 마침내 2010년 4월 샤오미를 설립하게 되었다.